# Candido
Candido, o l'ottimismo (Candide, ou l'Optimisme), è un romanzo filosofico di Voltaire che mira a confutare le dottrine ottimistiche come quella leibniziana. Lo scrittore francese fu stimolato sicuramente dal terremoto di Lisbona del 1755 che distrusse la città, mietendo migliaia di vittime. Voltaire scrisse prima un poema sul cataclisma (1756) e successivamente il Candido (1759), in un periodo successivo a numerose persecuzioni nei suoi confronti che lo avevano portato sulla via di una visione disincantata del mondo. Il romanzo, a dispetto della brevità, è considerato il magnum opus dello scrittore e filosofo "patriarca dell'illuminismo".
Nonostante la presa d'atto dell'esistenza del male, non risulta, comunque, che Voltaire nel Candido esalti il pessimismo, quanto si limiti a stigmatizzare la pretesa di "vivere nel migliore dei mondi possibili", precetto su cui Leibniz aveva montato il cardine della propria filosofia. Non a caso l'illuminista francese incarna nella figura del precettore Pangloss il filosofo tedesco, intento a istruire il giovane Candido a vedere il mondo che lo circonda con ottimismo, sebbene si succedano in continuazione controversie e disavventure.

## Trama
In Vestfalia, in uno "splendido" castello, che "aveva porte e finestre", di proprietà del barone di Thunder-ten-Tronckh, "il più grande signore della provincia e perciò del mondo", vive un giovane dal carattere ingenuo e sincero, di nome Candido; è orfano, ma si dice che sia figlio della sorella del barone e del suo amante, un nobile delle vicinanze, che non aveva potuto sposarla perché non aveva abbastanza "quarti di nobiltà". Suo precettore è Pangloss (dal greco πᾶν, pan, tutto, e γλῶσσα, glossa lingua e quindi "tutto lingua": parodia dei discepoli di Leibniz come Christian Wolff), che insegna a lui e alla figlia del barone la "metafisico-teologo-cosmologo-nigologia", la dottrina filosofica secondo cui il mondo è "il migliore dei mondi possibili" in quanto "tutto ciò che esiste ha una ragione di esistere", ad esempio "i nasi servono ad appoggiarvi gli occhiali, e infatti noi abbiamo degli occhiali".
Candido segue molto volentieri le lezioni di Pangloss, in quanto trova molto bella Cunegonda (personaggio ispirato dalla nipote e compagna di Voltaire madame Denis), la figlia del barone, e trascorre il tempo a guardarla. Successivamente la ragazza, stimolata dall'aver spiato una "lezione di fisica sperimentale" (alludendo ad un coito) che si stava svolgendo dietro un cespuglio tra Pangloss e una servetta, bacia Candido dietro un paravento, ma i due vengono scoperti dal barone. Egli allora spedisce Candido fuori dai suoi possedimenti e fuori dal feudo, "a pedate nel messere". Poco dopo i Bulgari saccheggiano il castello e la famiglia viene trucidata; si salva solo Cunegonda, che viene stuprata e portata via, diventando preda di guerra per la soldataglia. Durante la guerra dei sette anni tra bulgari (prussiani) e abari (francesi), Candido viene arruolato a forza dai primi; quando pensa di disertare, viene scoperto subito e bastonato da duemila soldati, poi condannato a morte, finché viene graziato da Federico II. Durante la battaglia, riesce a scappare e ritrova poi Pangloss, malato di sifilide.

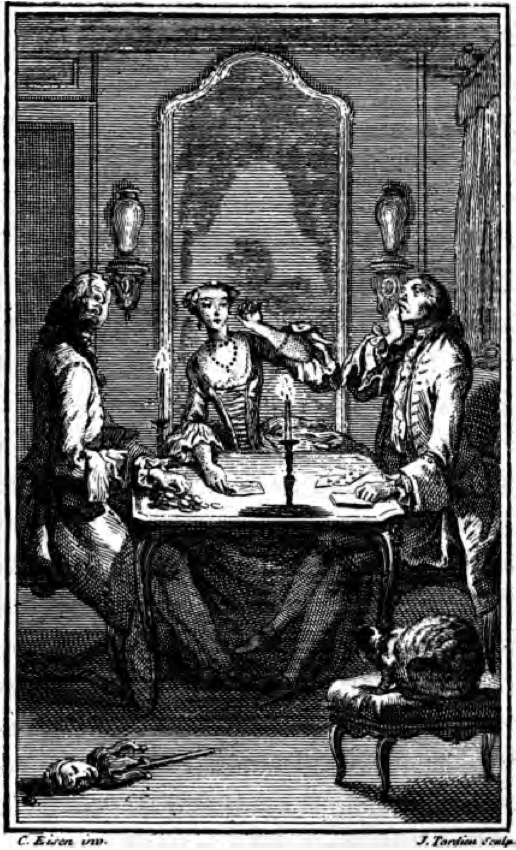
Candido imbrogliato a Parigi

Candido e Pangloss vengono aiutati da un mercante anabattista, Jacques, insieme a cui s'imbarcano e raggiungono Lisbona. Durante il viaggio Jacques muore affogato a causa di una tempesta, e Candido e Pangloss vengono "accolti" nel paese (dopo aver assistito alla distruzione della città nel terremoto di Lisbona del 1755), dove il giorno seguente il filosofo maestro di Candido viene impiccato durante un autodafé dall'Inquisizione, mentre il giovane viene nuovamente fustigato a sangue. Il ragazzo viene curato da una vecchia, che si scopre essere conoscente della bella Cunegonda, la figlia del barone, di cui Candido era innamorato, che in realtà era sfuggita alla morte, e i due si rincontrano. Candido uccide per difesa due potenti del luogo che si contendono l'amore della ragazza, un giudeo di nome don Issacar e il Grande Inquisitore in persona. Scappano quindi su una nave e attraversano l'Atlantico. Cunegonda e la vecchia (che si rivela essere una principessa, figlia di un papa, ma caduta in disgrazia dopo essere finita schiava di pirati) rimangono a Buenos Aires, ospiti del governatore, mentre Candido e il servitore Cacambo scappano rifugiandosi dai gesuiti. Il capo di questi è in realtà il giovane barone fratello di Cunegonda, anche lui scampato alla morte; questi litiga con Candido (non volendo che la nobile sorella sposi un borghese) e lo aggredisce, e il giovane è costretto a uccidere anche lui; scappa poi nella foresta, dove s'imbattono nei selvaggi cannibali Orecchioni, e infine lui e Cacambo risalgono un fiume.
Questi eventi portano Candido e il suo amico fedele Cacambo nella splendida città di El Dorado, dove l'oro e le pietre preziose sono considerate fango e dove non esistono litigi né guerre. Persuasi di poter ricevere quantità d'oro sufficienti a riscattare Cunegonda, che nel frattempo era ormai in potere del governatore, Candido e Cacambo abbandonano la città con molti montoni carichi di pietre preziose per fare ritorno in Europa, ma ancora una volta s'imbattono in una serie di eventi sfortunati e i due dovranno dividersi. Candido incontra Martino, un manicheo dalle idee completamente opposte a quelle di Pangloss, e prosegue insieme a lui il suo viaggio alla ricerca dell'amata, passando per la Francia (dove viene imbrogliato ripetutamente e alla fine deve fuggire per evitare di finire arrestato, durante le repressioni seguite all'attentato di Damiens contro Luigi XV) e l'Inghilterra (dove assiste all'esecuzione dell'ammiraglio Byng). Candido va poi a Venezia, dove incontra diversi personaggi, tra cui Paquette, la servetta del barone divenuta prostituta, il nobile Pococurante, sei sovrani in esilio e il frate Giroflée, che vuole abbandonare il convento e "farsi turco". Infine ritrova Cacambo e finisce a viaggiare su una galea, diretta a Costantinopoli, città dove la sua amata vive facendo la serva. Nella galea ritrova, come schiavi rematori, il filosofo Pangloss, sfuggito miracolosamente alla morte, e il fratello barone di Cunegonda (anche lui sopravvissuto), e li riscatta. A Costantinopoli si ritrovano così Candido, Cunegonda, Martin, Cacambo, Paquette, la vecchia e il frate Giroflée, ormai convertito all'islam; dopo aver rispedito – tramite galea – il barone gesuita a Roma, finiscono per vivere tutti insieme umilmente in una piccola fattoria (comprata da Candido coi resti delle ricchezze di Eldorado; molte infatti le perde o gli vengono rubate) per dedicarsi a "coltivare il nostro Orto" (spazio di terra ben definito).

## Personaggi

### Principali
- Candido: un giovane ingenuo cresciuto alla corte del barone di Thunder-den-Tronckh e probabilmente figlio della sorella del barone. Innamorato di Cunegonda, figlia del barone, viene cacciato da questi e dovrà subire moltissime peripezie – essere arruolato a forza dai bulgari (prussiani) contro gli abari (francesi), essere frustato per diserzione e poi come eretico, fare più volte naufragio ecc. – prima di poter ritrovare l'amata e vivere in pace.
- Cunegonda: figlia del barone e amante di Candido all'inizio del romanzo, e alla fine sua moglie (lui la sposa quasi "per dovere", nonostante sia diventata brutta).
- Barone gesuita: figlio ed erede del barone, sfugge al saccheggio del castello. Creduto morto per mano di Candido in Paraguay, dov'è colonnello dei gesuiti, finisce infine a remare sulle galere turche in attesa di essere rispedito a Roma. Con la sua ossessione per i quarti di nobiltà, rappresenta il vano orgoglio dell'aristocrazia.
- Pangloss: il precettore del castello, nonché filosofo maestro di Candido. Parodia dei leibniziani, crede di vivere nel migliore dei mondi possibili, nonostante tutto quello che gli capita (si ammala di sifilide, deve scappare dai bulgari, finisce quasi annegato, poi quasi impiccato e sezionato da un chirurgo, e infine diventa schiavo dei turchi).
- La vecchia: una serva e cameriera assegnata a Cunegonda e che aiuta Candido, ma che in realtà è figlia di papa Urbano X (pontefice immaginario) e della principessa di Palestrina. Il resoconto delle sue sciagure personali e famigliari, che da principessa l'hanno ridotta a schiava e poi serva in giro per l'Europa, occupano due capitoli del romanzo.
- Martino: amico di Candido e filosofo manicheo; col suo pessimismo, ispirato a quello di Pierre Bayle[2], è il contraltare di Pangloss.
- Cacambo: servo meticcio di Candido, abile e scaltro nell'aiutare il padrone.

### Secondari
- Barone e baronessa di Thunder-ten-Tronckh: padroni del castello in Vestfalia, muoiono durante la Guerra dei sette anni per mano dei bulgari.
- Jacques (Giacomo) l'Anabattista: generoso mercante olandese che soccorre Candido e Pangloss. Annega nel porto di Lisbona poco prima del terremoto.
- Don Issacar: ricco usuraio ebreo di Lisbona, amante di Cunegonda, finisce ucciso da Candido per difesa.
- Grande Inquisitore: rivale del giudeo Issacar per Cunegonda, condanna Candido e Pangloss a un autodafé per evitare i terremoti, e viene infine ucciso da Candido stesso. Rappresenta il fanatismo religioso.
- Re di Eldorado: sovrano illuminato dell'immaginario regno, regala a Candido pietre preziose e oro.
- Pasquetta: cameriera della baronessa e amante di Pangloss, poi prostituta a Venezia e infine amante di frate Giroflée.
- Frate Giroflée (Garofalo): frate senza alcuna vocazione, alla fine diventa musulmano e va a vivere nella fattoria di Candido.
- Governatore di Buenos Aires: altro pretendente di Cunegonda.
- Senatore Pococurante: ricco patrizio veneziano, possiede una grande biblioteca e collezioni d'arte, ma è critico di ogni cosa.
- Sei re al Carnevale di Venezia: sei sovrani in esilio e caduti in povertà, che cenano con Candido e Martino a Venezia. Si tratta di personaggi storici reali, tra cui re, imperatori e pretendenti al trono (Ahmed III dell'Impero ottomano[3], Stanislao Leszczyński e Augusto III di Polonia, Ivan VI di Russia, Teodoro di Corsica, Carlo Edoardo Stuart), a cui Candido fa persino l'elemosina (un'altra frecciata di Voltaire, che al nobile nullafacente preferisce il borghese intraprendente arricchito per merito).
- Il re dei bulgari: si tratta di Federico II di Prussia, che ingaggia battaglia contro il re degli abari (Luigi XV di Francia) e grazia Candido dopo che questi è stato condannato a morte e poi alla fustigazione per tentata diserzione.
- Vanderdendur: mercante e schiavista olandese, imbroglia Candido nel Suriname, rubandogli numerose ricchezze.
- Marchesa di Parolignac: nobile di Parigi; Candido rimane vittima dei suoi raggiri.

## Stile e argomenti

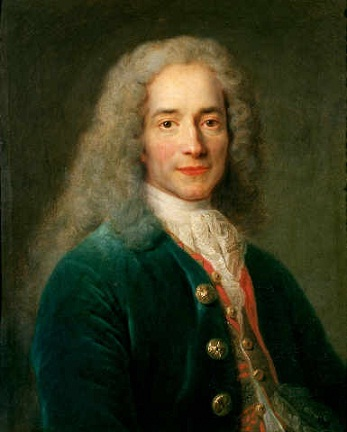
Voltaire ritratto da Nicolas de Largillière, 1724-1725, Institut et Musée Voltaire

Candido è strettamente indicativo dell'intera opera di Voltaire, di cui il romanzo rappresenta una delle massime espressioni. Come lo stesso Voltaire disse, il fine di Candido era quello di "portare il divertimento a un piccolo numero di uomini d'ingegno". L'autore raggiunge questo obiettivo unendo il suo spirito tagliente con una divertente parodia del classico romanzo di avventura e romanticismo. Candido si confronta con terribili eventi, descritti nei minimi dettagli così spesso, che diventa divertente in maniera grottesca. Il teorico letterario Frances K. Barasch ha descritto il racconto di Voltaire affermando che esso tratta temi come la morte e il massacro "freddamente, come un bollettino meteo". Il veloce e improbabile sviluppo della trama in cui i personaggi sfuggono alla morte più volte, permette che si abbattano tragedie sugli stessi personaggi in maniera ripetuta. Alla fine, Candido è soprattutto, come descritto dal biografo di Voltaire Ian Davidson, "corto, leggero, veloce e divertente."
Dietro la facciata giocosa di Candido, che ha divertito tanti, si trova una critica molto dura della civiltà europea contemporanea, che provocò le ire di molti. I governi europei, specie la Francia, la Prussia, il Portogallo e l'Inghilterra sono attaccati spietatamente dall'autore: i francesi e prussiani per la guerra dei sette anni, i portoghesi per l'Inquisizione, e gli inglesi per l'esecuzione di John Byng. La religione organizzata è aspramente trattata in Candide. Ad esempio, Voltaire prende in giro l'ordine dei Gesuiti della Chiesa Cattolica Romana. Lo studioso Alfred Owen Aldridge offre un esempio caratteristico di tali passaggi anticlericali per cui il lavoro è stato vietato in numerosi paesi alla sua uscita e Voltaire dovette farlo circolare come un racconto anonimo: ad esempio suggerisce che la missione cristiana in Paraguay sta approfittando della popolazione locale. Voltaire descrive i gesuiti come persone che tengono i popoli indigeni come schiavi, mentre dicono di essere lì per aiutarli.

### Satira
Lo stile della satira di Candide è quello di mescolare ironicamente tragedia e commedia. La storia non inventa o esagera i mali del mondo, ma visualizza quelli veri in maniera anche cruda (ma sempre "leggera", come nello stile tipico della prosa voltairiana), permettendo a Voltaire di semplificare filosofie e tradizioni culturali, mettendo in evidenza i loro difetti. Così Candido deride l'ottimismo, per esempio, con un diluvio di fatti orribili, storici (o almeno plausibili) senza qualità positive apparenti.
Un semplice esempio di satira di Candido è nel trattamento dell'evento storico che vede testimoni Candido e Martino nel porto di Portsmouth. Lì, il duo vede un ammiraglio anonimo, che rappresenta John Byng, giustiziato per non aver guidato correttamente una flotta contro i francesi. L'ammiraglio è bendato e fucilato sul ponte della sua nave, ma solo "per incoraggiare gli altri" (pour encourager les autres). Questa rappresentazione della pena militare banalizza la morte di Byng (che pure Voltaire, conoscente dell'ammiraglio, tentò invano di scongiurare). La secca e concisa spiegazione "per incoraggiare gli altri" satireggia così un grave evento storico nella maniera tipicamente voltairiana. Per il suo spirito classico, questa frase è diventata una delle più spesso citate da Candide. La frase è citata anche da Jorge Luis Borges ne Il miracolo segreto.
Voltaire rappresenta il peggio del mondo e lo sforzo disperato del suo eroe patetico di inserirlo in una visione ottimistica. Quasi tutto Candido è una discussione di varie forme del male: i suoi personaggi raramente trovano tregua anche temporanea. C'è almeno una notevole eccezione: l'episodio di El Dorado, un paese fantastico in cui gli abitanti sono semplicemente razionali, e la loro società è giusta e ragionevole. La positività di El Dorado può essere in contrasto con l'atteggiamento pessimista della maggior parte del libro. Anche in questo caso, la beatitudine di El Dorado è fugace: Candido lascia presto il villaggio per cercare Cunegonda, con la quale alla fine si sposa solo per un senso di obbligo.
Un altro elemento della satira si concentra su ciò che William F. Bottiglia, autore di numerosi lavori pubblicati su Candido, chiama le "debolezze sentimentali dell'epoca" e l'attacco di Voltaire su di esse. I difetti della cultura europea sono evidenziati come parodia nelle avventure di Candido e nei cliché da pre-romanticismo, imitando lo stile del romanzo picaresco e del romanzo di formazione.
Un certo numero di personaggi archetipici (tipici del romanzo dell'epoca e della cronaca settecentesca degli ambienti borghesi e nobiliari; si vedano anche l'autobiografia di Giacomo Casanova o le opere liriche di Mozart, come Le nozze di Figaro o il Don Giovanni) hanno quindi manifestazioni riconoscibili nel lavoro di Voltaire: Candido si suppone che sia il "ladro alla deriva" o l'avventuriero di bassa classe sociale che però se la cava sempre, Cunegonda l'interesse sessuale, Pangloss il mentore esperto e Cacambo l'abile valletto factotum. Come la trama si dipana, i lettori scoprono che Candido non è davvero una canaglia, Cunegonda diventa brutta e Pangloss è uno stupido testardo. I personaggi di Candide sono - sempre secondo William F. Bottiglia - irrealistici, bidimensionali, meccanici, e simili a marionette; sono semplicistici e stereotipati, servono a Voltaire per dimostrare le sue teorie. Il protagonista, ingenuo all'inizio, alla fine arriva comunque ad una conclusione di maturazione.

### Il motivo del "giardino"

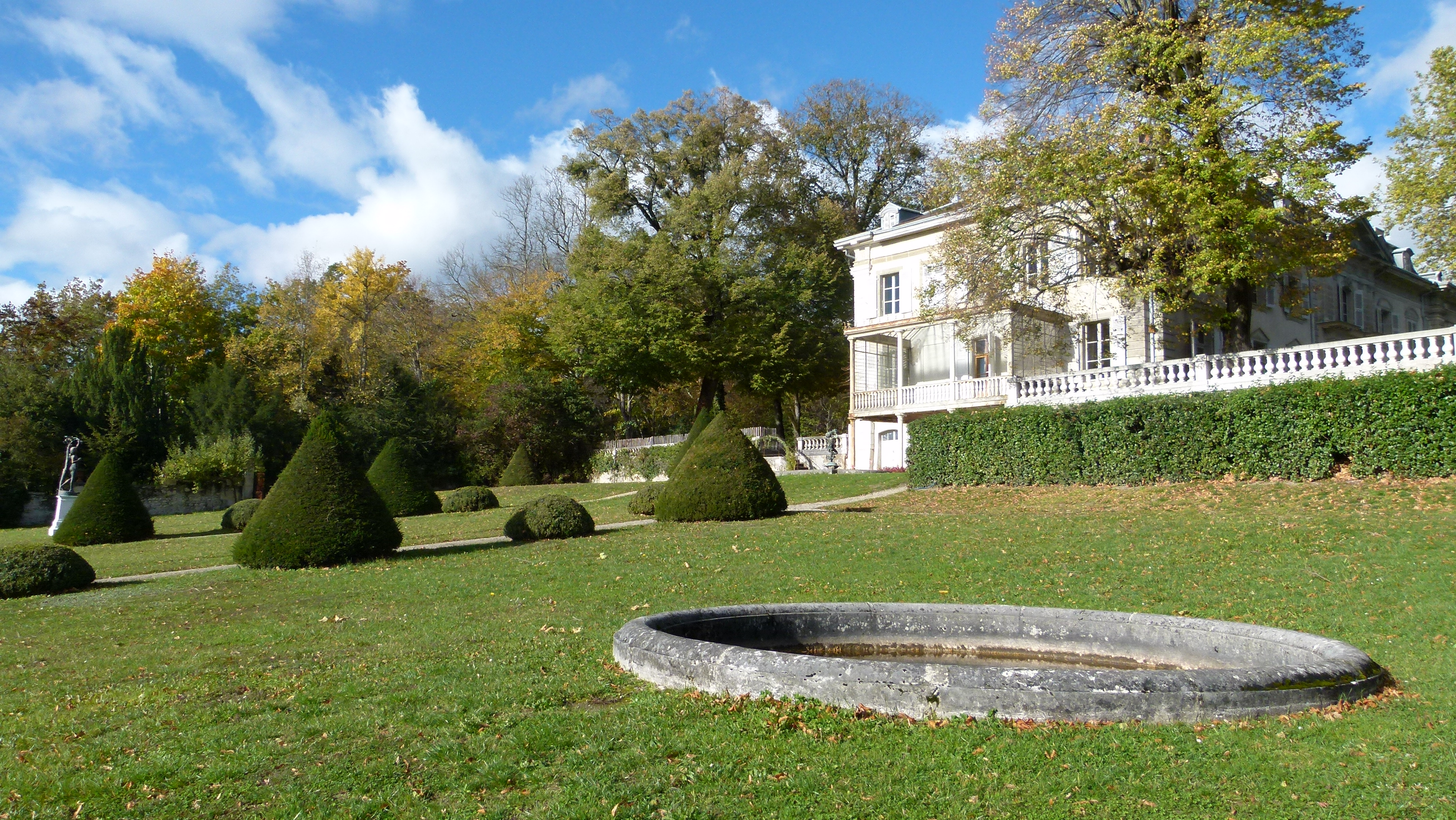
Il giardino del castello di Voltaire a Ferney (oggi chiamata Ferney-Voltaire in suo onore), situata in Francia e all'epoca sul confine franco-ginevrino.

I giardini sono ritenuti, da molti critici, svolgere un ruolo simbolico fondamentale nel Candide. Il primo luogo comunemente identificato come un giardino è il castello del barone, da cui Candido e Cunegonda sono sfrattati nello stesso modo in cui Adamo ed Eva sono cacciati dal Giardino dell'Eden nella Genesi. Ciclicamente, i principali personaggi di Candide concludono il romanzo in un giardino, luogo che potrebbe rappresentare il paradiso. Altro "giardino" più importante è El Dorado, che può essere un falso Eden, perché immaginario, dove come nei sogni di Voltaire si praticano il deismo e la tolleranza. Altri giardini, forse simbolici, includono il padiglione dei Gesuiti, il giardino di Pococurante, il giardino di Cacambo, e il giardino del turco.
Questi giardini sono probabilmente i riferimenti al giardino dell'Eden, ma è stato anche proposto, da Bottiglia, per esempio, che i giardini si riferiscono anche alla Encyclopédie, e che la conclusione di Candido che bisogna coltivare il "giardino" simboleggia il sostegno di Voltaire per questa impresa. Candido e compagni, mentre si trovano alla fine della novella, sono in una posizione molto simile a una cerchia filosofica unita che Voltaire ha sostenuto con la Encyclopédie (il circolo di Diderot): i principali personaggi di Candide vivono in clausura a "coltivare", proprio come Voltaire suggerì ai suoi colleghi, che lasciano la società per scrivere (come fa Voltaire stesso). In aggiunta, ci sono prove nella corrispondenza epistolare di Voltaire che aveva usato altrove la metafora del giardinaggio per descrivere la scrittura del Encyclopédie. Un'altra possibilità interpretativa è che Candido coltiva "il suo giardino", come impegno in occupazioni necessarie, per nutrirsi e come lotta contro la noia. Candido è sia epicureo (filosofia del giardino, appunto) che stoico, come detto da Peter Gay.
Interessante è il punto di vista di Voltaire sul giardinaggio: il filosofo era un giardiniere dilettante nelle sue tenute di Les Délices e Ferney, e spesso scrive nella sua corrispondenza che il giardinaggio è stato un suo importante passatempo, essendo un modo straordinariamente efficace per tenersi occupato, quando non scriveva, studiava o riceveva ospiti.

## Ricezione e critica
Il breve romanzo filosofico ha suscitato ammirazioni e critiche, sia subito sia in seguito, fino ai giorni nostri. Poco dopo l'uscita venne posto all'indice dei libri proibiti dalla Chiesa. Venne posto al bando anche da numerosi Paesi, fino al XX secolo, e ha influenzato l'umorismo e la satira di numerosi autori, compreso molti scrittori noti per il cinismo e l'umorismo nero.

Ammirato da Leopardi che ne riprese, estremizzandoli, certi temi e atteggiamenti nelle sue prose (si vedano le Operette morali La scommessa di Prometeo e Dialogo della Natura e di un Islandese), venne deprecato da altri, che pur talvolta rispettavano l'autore nel complesso. Madame de Staël parla di "gaiezza infernale" che "ride delle miserie di questa specie umana", "riso sardonico", "filosofia beffarda così indulgente in apparenza, così feroce in realtà", un'opera "scritta da un essere di un genere altro dal nostro". Il giudizio della Stael risente di quello dell'eterno rivale di Voltaire, Jean-Jacques Rousseau, che nelle Confessioni rappresenta Voltaire come il manicheo Martin, che crede che Dio esista e sia malvagio (malteismo), pur essendo un uomo che ha avuto fortuna nella vita. Rousseau - nell'ottica del romanzo - sembra quasi schierarsi dalla parte dell'ottimismo panglossiano (si veda anche la vivace corrispondenza sul terremoto di Lisbona e le opere coeve di Voltaire, come i pessimistici Poema sulla legge naturale e Poema sul disastro di Lisbona, dalle tematiche simili a La ginestra di Leopardi).
(J.-J. Rousseau, Le confessioni)

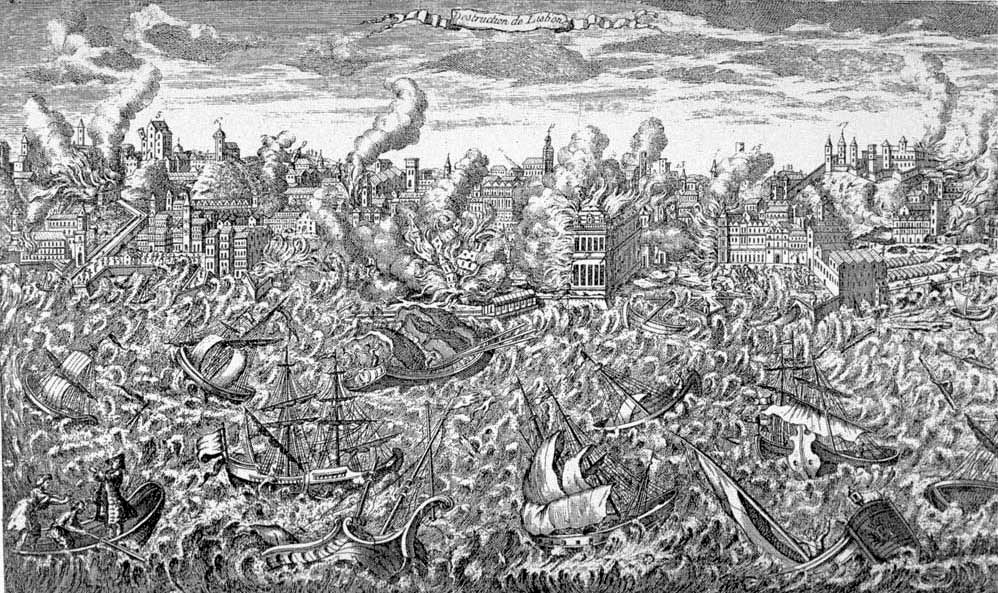
Stampa dell'epoca raffigurante il disastroso terremoto di Lisbona del 1755 citato nel romanzo, e la cui notizia sconvolse l'Europa: si nota la presenza di un maremoto e il divampare delle fiamme.

Stendhal amava il libro, ma affermava di sentirsi turbato dal "fondo cattivo" del romanzo, dal feroce sarcasmo del Voltaire più disilluso (e lo è perché in fondo non riesce ad accettare questa realtà) e Flaubert sosteneva che Candide avesse come sfondo un "digrignar di denti". Per il cattolico Barbey d'Aurevilly è invece un "libro scellerato (...) un odioso libello contro la Divina Provvidenza".
Il riso di Voltaire, scrive Jean Starobinski, è ambivalente: rappresenta da un lato la festa della ragione critica, dall'altra una denuncia amara delle disgrazie umane (Voltaire ride per non piangere, insomma). Per il critico Francesco De Sanctis, Candide è invece espressione dell'"ironia bonaria di Voltaire, con tanto buon senso sotto tanta malizia".
La "superficialità" è necessaria in un'operazione satirica come questa: occorre indurirsi e ridere del male, per poterlo affrontare lucidamente e senza sentimentalismi. Voltaire quando parla, ad esempio, di "fanciulle sventrate dopo aver appagato i bisogni naturali di alcuni eroi", non intende ovviamente deridere lo stupro e l'omicidio di massa, perpetrato dai militari prussiani e francesi in guerra, quanto dirottare la tensione verso un'amara risata, anziché sull'emozione, mirando a una reazione intellettuale, non emotiva come quella della Stael.
Per quanto riguarda lo stile, Paul Valéry paragona il ritmo di Candide alla musica di Offenbach, mentre per Italo Calvino, grande ammiratore di Voltaire e del romanzo, «la grande trovata del Voltaire umorista è quella che diventerà uno degli effetti più sicuri del cinema comico: l'accumularsi di disastri a grande velocità. E non mancano le improvvise accelerazioni di ritmo che portano al parossismo il senso dell'assurdo: quando la serie delle disavventure già velocemente narrate nella loro esposizione “per disteso” viene ripetuta in un riassunto a rotta di collo. È un gran cinematografo mondiale che Voltaire proietta nei suoi fulminei fotogrammi, è il giro del mondo in ottanta pagine».
Per la maggioranza della critica, egli vuole lanciare un messaggio positivo e razionalista: Voltaire nega così l'ottimismo acritico, ma non si schiera nemmeno col pessimismo, ma piuttosto si fa portavoce di un ottimismo razionale. Egli non si schiera né con Martin (come faranno - a vario titolo - alcuni esponenti del tardo illuminismo tendenti all'ateismo e alla negazione di ogni provvidenza, come d'Holbach, lo stesso Diderot o soprattutto il Marchese de Sade, o come farà Leopardi più tardi) come gli imputano Rousseau e gli spiritualisti, né ovviamente con Pangloss, la cui filosofia è il principale oggetto della satira.
Voltaire è turbato dal male dell'umanità e della natura, ma non è sfiduciato a tal punto da negare ogni speranza, che vede appunto incarnata nell'etica del lavoro e della semplicità di Candido, oltre che dalla fiducia in un lento progresso spinto dai Lumi. Pessimismo e provvidenzialismo gli sono estranei, così come non esiste in lui la derisione per l'umanità sfortunata di cui lo accusa Rousseau: il Voltaire di Candide non è nichilista, misantropo o sadico (e Candido non è la Justine sadiana, tuttalpiù che i suoi nemici spesso ricevono il giusto castigo, si vedano la sorte del barone gesuita e dell'inquisitore), non ha secondi fini e non si compiace delle disavventure (non c'è nemmeno quello di cui lo accusarono molti sulla scia di André Chénier, ossia un Voltaire "filosofo-parassita", il ricco che ride delle disgrazie altrui dal suo castello, come una sorta di precursore del darwinismo sociale spenceriano o di Nietzsche), anzi simpatizza per Candido e i suoi amici (anche quando satireggia Pangloss), i quali non muoiono mai, sopravvivono quasi tutti; essi vanno avanti fino alla fine del romanzo con cauto ottimismo, senza dover per forza giustificare o spiegare gli eventi tragici, né trarne una morale metafisica che vada a favore o contro la virtù.

## Opere derivate
Il romanzo ha avuto numerose opere derivate, compresi parecchi séguiti delle avventure di Candido non autorizzati dall'autore, il più famoso dei quali è Candido o l'ottimismo - Parte II (1760). È citato anche da Leonardo Sciascia nel romanzo Candido, ovvero un sogno fatto in Sicilia del 1977 e da Guido Maria Brera e I Diavoli in Candido (2021), in cui viene raccontata la precaria realtà nel mondo dei ciclofattorini impegnati nel servizio di consegna a domicilio.
La vicenda di Candido è stata musicata dal compositore statunitense Leonard Bernstein nell'operetta Candide.

## Galleria di illustrazioni

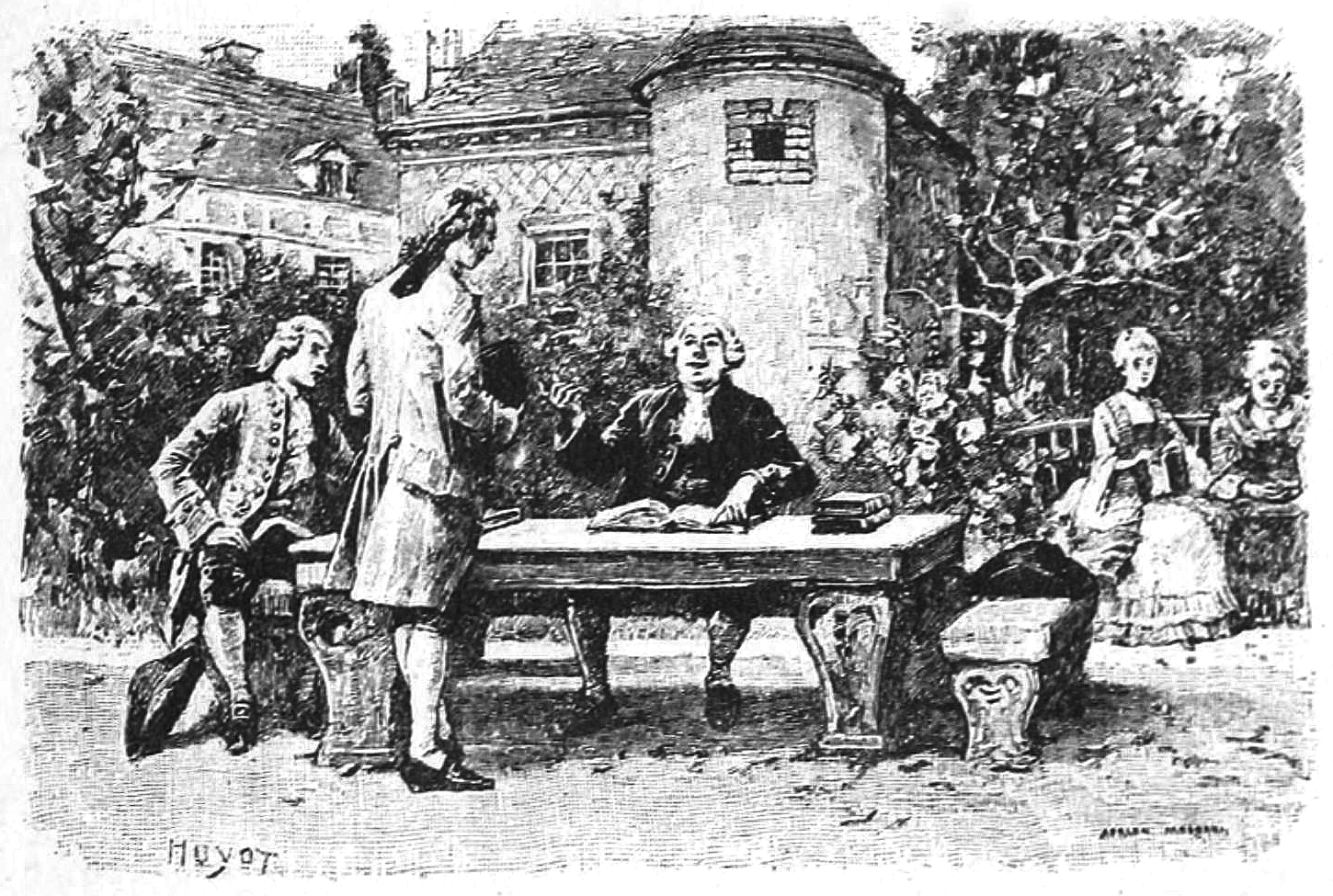
Pangloss istruisce Candido
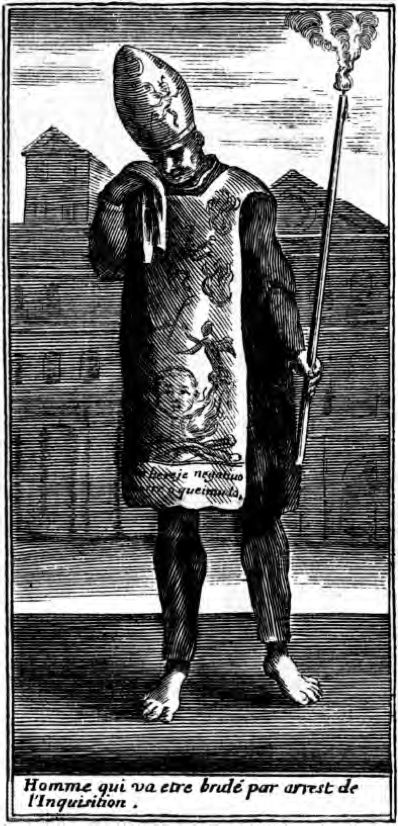
Autodafé di Pangloss
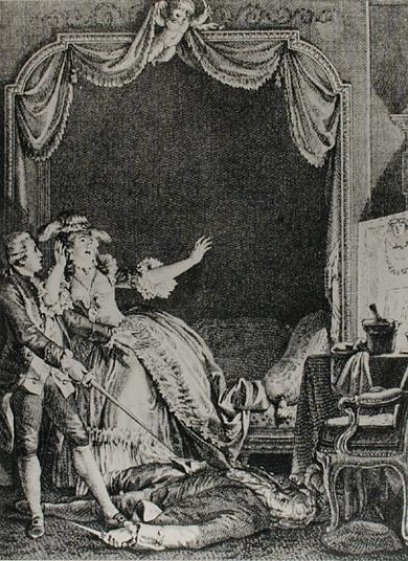
Candido ha appena ucciso il giudeo don Issacar in casa di Cunegonda
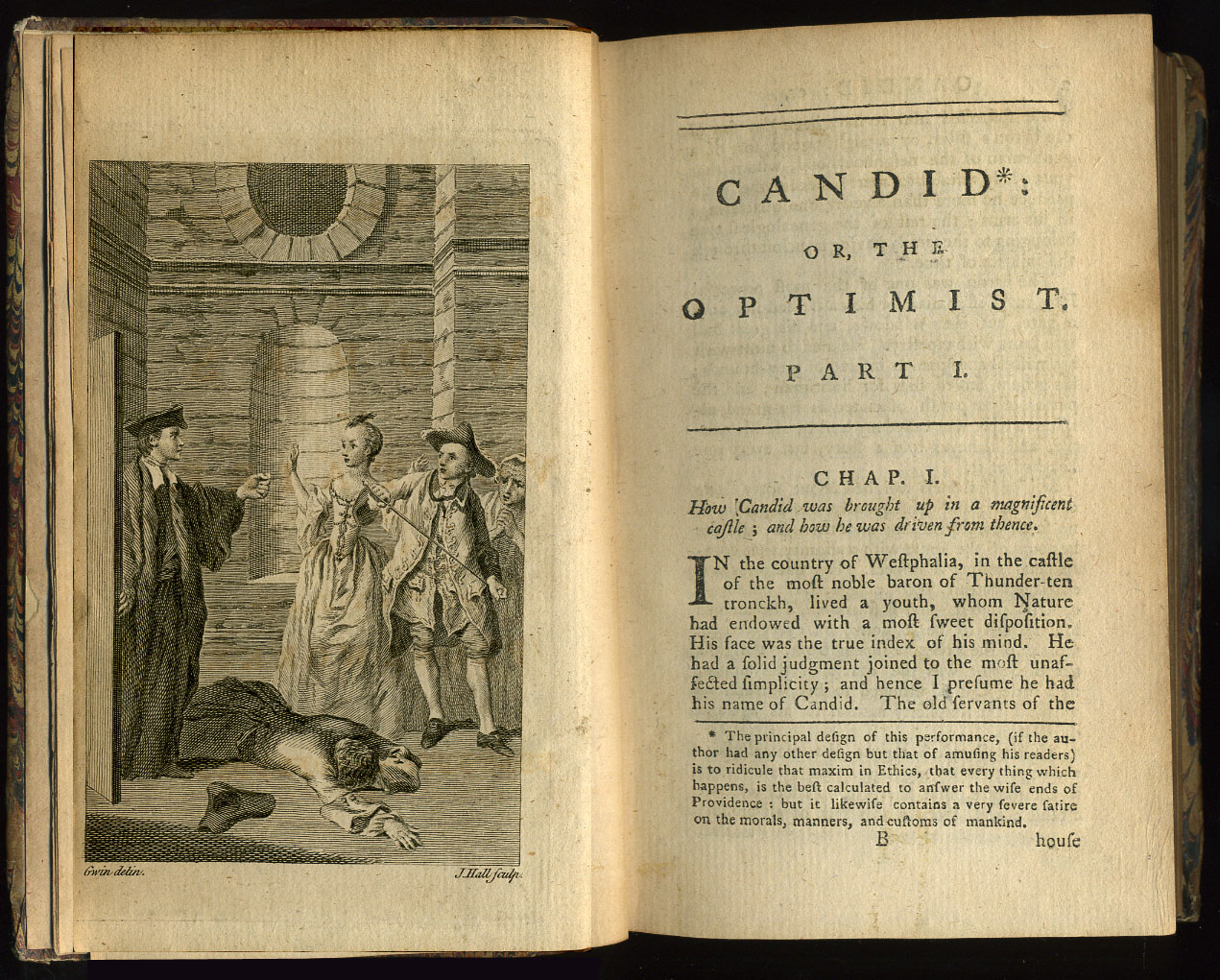
Antiporta con illustrazione: l'Inquisitore scopre Candido, la vecchia e Cunegonda col corpo dell'usuraio ebreo ucciso da Candido per difesa
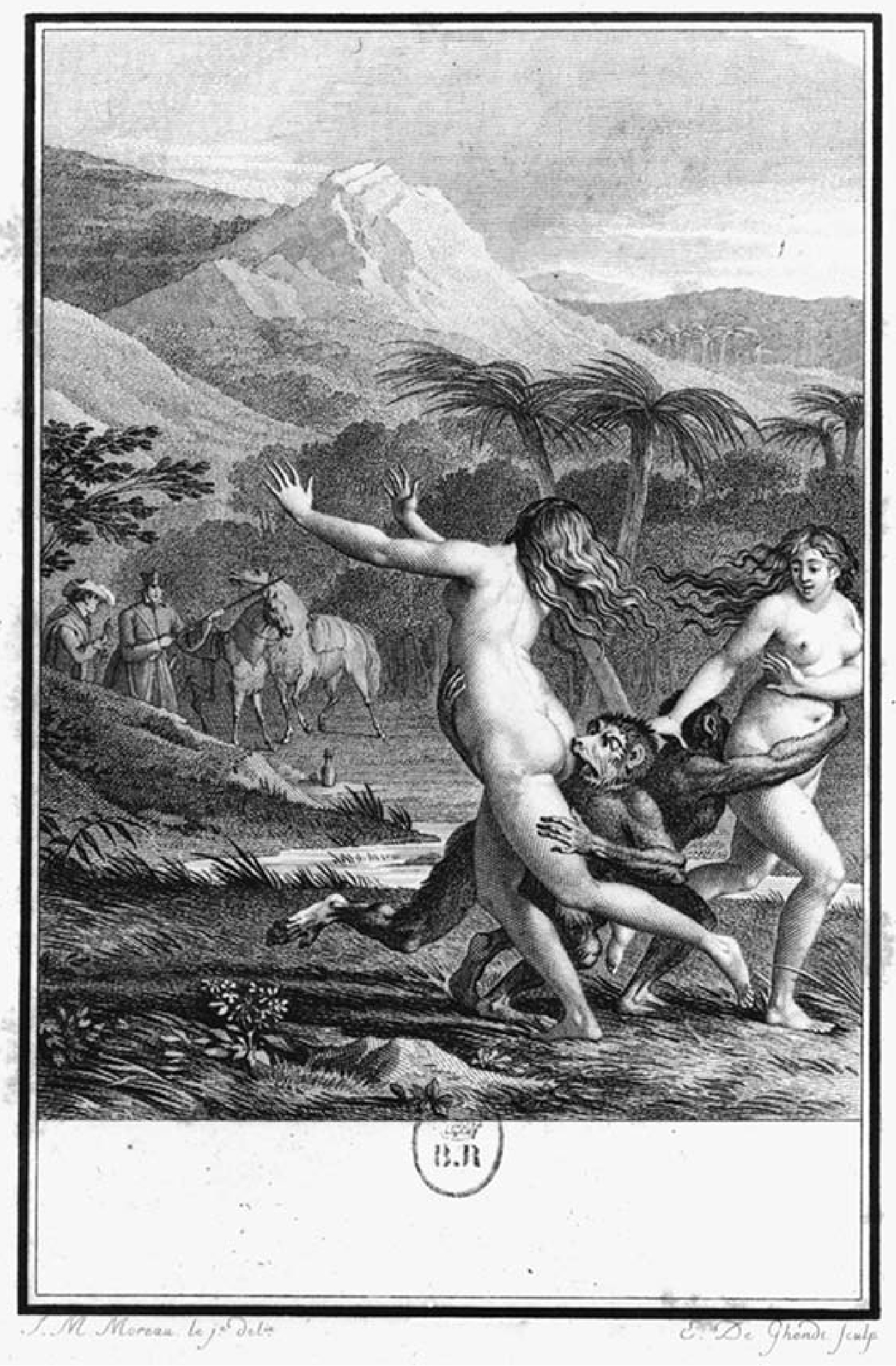
Candido e Cacambo (sullo sfondo) fra gli Orecchioni e le scimmie: l'episodio delle scimmie amanti delle due ragazze orecchione (scimmie che finiscono uccise da Candido e Cacambo)
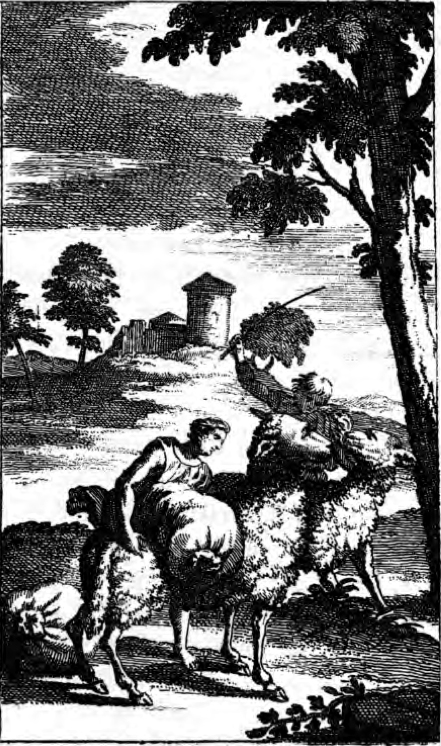
I montoni di Eldorado
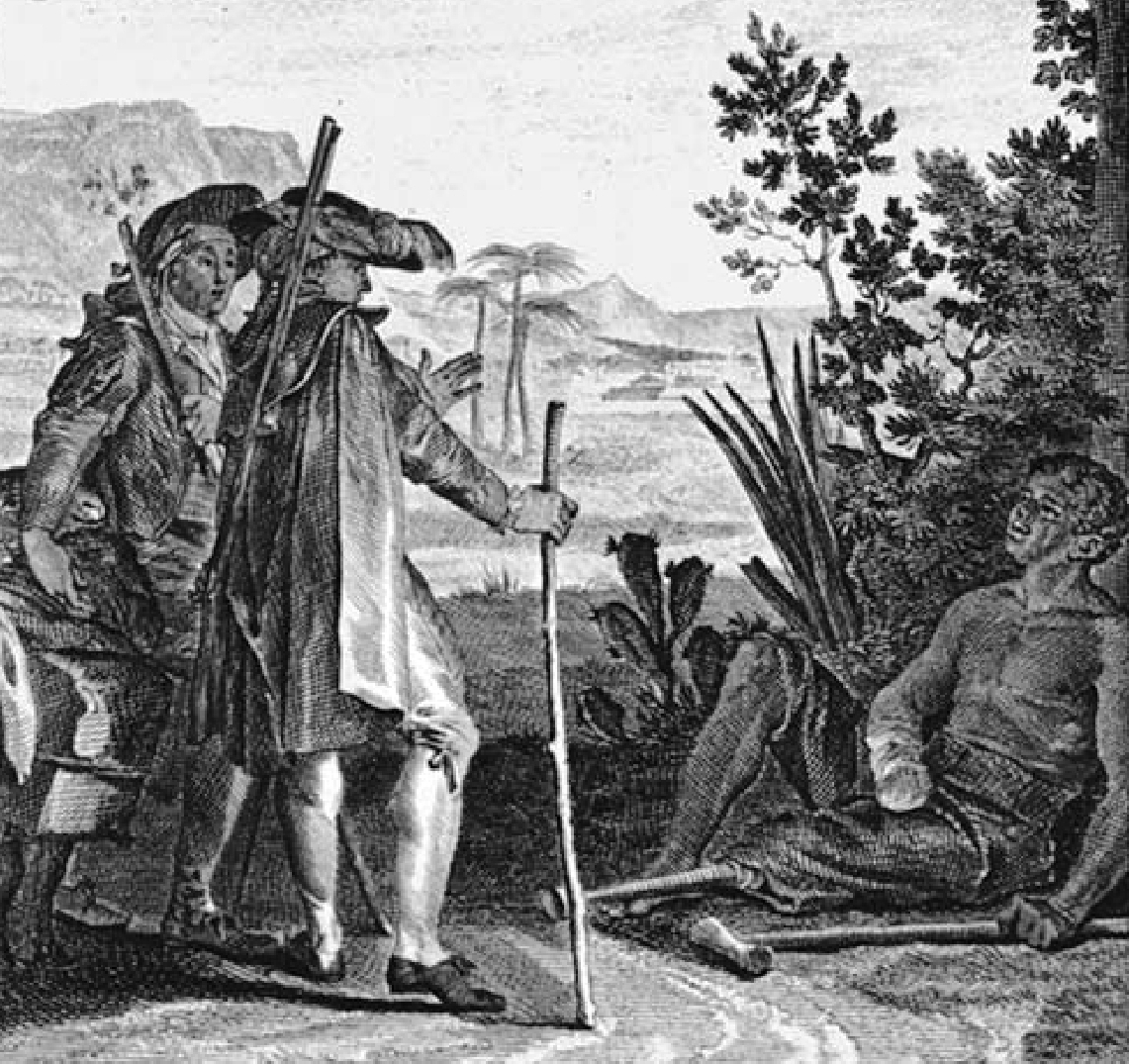
Candido e Cacambo incontrano uno schiavo nero in Suriname
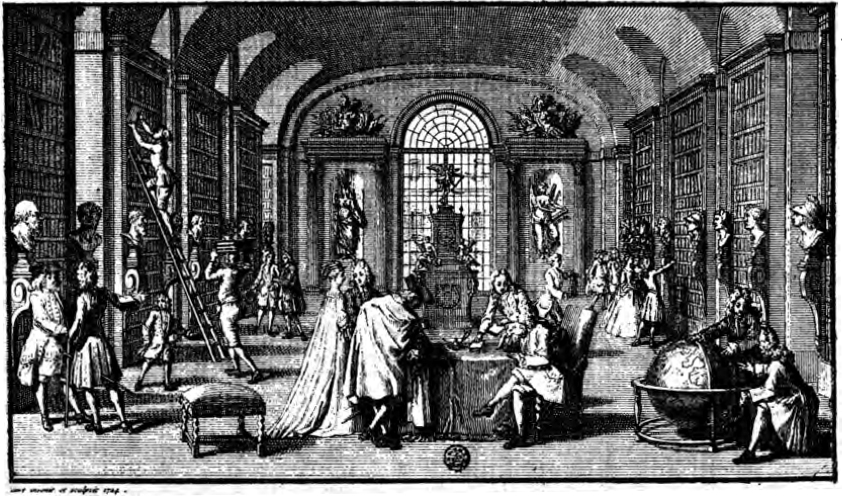
La biblioteca del nobile Pococurante a Venezia

## Cinema
- Candide, film francese del 1960 di Jean-Pierre Cassel, con Pierre Brasseur, Daliah Lavi, Michel Simon, Jean-Pierre Cassel, Nadia Gray, Louis de Funès
- Mondo candido, film italiano del 1975 per la regia di Gualtiero Jacopetti e Franco Prosperi, con Christopher Brown nella parte di Candido, Michelle Miller come Cunegonda e Jacques Herlin Dr. Pangloss.
- Tutta colpa di Voltaire, trasposizione moderna del mito del "migliore dei mondi possibili", con protagonista un "Candido tunisino".

## Traduzioni italiane
- Candido, o l'ottimismo, del sig. dottor Ralph tradotto in italiano, 1759 (prima traduzione italiana, anonima).
- Candido ossia l'ottimismo, Traduzione dal francese in ottave italiane divisa in dodici canti con l'argomento ad ogni canto, 2 voll., Genova, nella Stamperia Francese e Italiana degli amici della libertà, anno I della libertà ligure (1797).
- Candido, ossia dell'ottimismo. Racconto, tradotto in ottava rima da Francesco Carrara, Lucca, Tipografia Giusti, 1877.
- Candido o l'ottimismo. Racconto satirico, Milano, Sonzogno, 1882.
- Candido ovvero l'ottimismo. Romanzo filosofico, tradotto da Gian Domenico Lorenzetti, Milano, Facchi, 1920.
- Candido, Versione di Roberto Palmarocchi, Roma, Formiggini, 1926.
- Candido ovvero dell'ottimismo, Traduzione dal francese di L. Montano, Milano, Treves, 1930.
- Candido ovvero dell'ottimismo, a cura di Adele Morozzo Della Rocca, Torino, UTET, 1935.
- Candido ovvero dell'ottimismo, traduzione di Tomaso Monicelli, Milano, Rizzoli, 1937.
- Candido ovvero l'ottimismo, in Romanzi e racconti, traduzione di Riccardo Bacchelli, Milano, Mondadori, 1938. Poi: Candido e altri racconti, Traduzione, introduzione e note, Milano, Mondadori, 1953; Candido ovvero l'ottimismo, Traduzione, Torino, Einaudi, 1983.
- Candido, o l'ottimismo. Romanzo, Traduzione integrale dal francese di Carla Astore, Milano, Donaudy, 1949.
- Candido o dell'ottimismo, a cura di Camillo Giussani, Milano, Feltrinelli, 1950,  (Collana «Universale Economica», 36).
- Candido ovvero l'ottimismo, Traduzione di Piero Bianconi, Milano, Rizzoli, 1952,  (Collana «Biblioteca Universale Rizzoli», 474).
- Candido, in Romanzi e racconti filosofici, traduzione di Paola Marciano Angioletti, a cura di G.B. Angioletti, Roma, Gherardo Casini, 1955.
- Candido ed altri racconti, Traduzione e introduzione di Renzo Frattarolo, Roma, Curcio, 1962.
- Candido e altri racconti, traduzione di Sara Di Gioacchino Corcos, Prefazione di Carlo Bo, Novara, Istituto Geografico De Agostini, 1968. Poi: Novara, EDIPEM, 1974.
- Candido, Zadig, Micromega, L'ingenuo, traduzione di Maria Moneti, Milano, Garzanti, 1973.
- Candido ovvero l'ottimismo, traduzione di Giovanni Fattorini, Milano, Bompiani, 1987.
- Candido o l'ottimismo, Traduzione e cura di Stella Gargantini, Introduzione di Giuseppe Galasso, Milano, Feltrinelli, 1991,  (Collana «Universale Economica», 2010).
- Candido, traduzione di Gabriella Pesca Collina, Bussolengo, Demetra, 1994.
- Il Candido di Voltaire a fumetti (adattamento a fumetti) con sceneggiatura e disegni di Ro Marcenaro, Milano, Universale Economica Feltrinelli 1997, ISBN 88-07-81365-3
- Candido, a cura di Gianni Iotti, Torino, Einaudi, 2014  [in Racconti, facezie, libelli, Einaudi, 2004)].
- Candido, ovvero l'ottimismo, traduzione di Tommaso Maria Grandi, Milano, BCDalai, 2009.
- Candido, traduzione di Maria Laura Celona, Selino, ISBN 978-88-959-6676-2.